# Overstromende graslanden en savannes
De Overstromende graslanden en savannes vormen een WWF-bioom. 
Dit bioom wordt overal op aarde aangetroffen, waar grote gebieden grasland of savanne regelmatig of voortdurend blootstaan aan overstromingen. Dit bioom is bijzonder rijk aan watervogels – zowel trek- als standvogels –, amfibieën, vissen en planten.
Er zijn echter gewoonlijk weinig endemische soorten. De precieze rijkdom hangt af van de beschikbaarheid van water en kan seizoensgebonden schommelingen vertonen.